# Nitro Records
Nitro Records — независимый звукозаписывающий лейбл, основанный Декстером Холландом (основатель и вокалист The Offspring) и Грегом Криселом (басист The Offspring).
Начал работу в 1994 году. Лейбл известен тем, что на нём стали известными многие панк-рок-группы, особенно можно отметить AFI. Также здесь выпускали свои альбомы классические панк-роковые группы, такие как The Damned и TSOL.

## Исполнители

### Текущие
- Stormy California

### Бывшие
| - 30 Foot Fall - AFI - The Aquabats - A Wilhelm Scream - Bodyjar - Bullet Train to Vegas | - Crime in Stereo - The Damned - Divit - Don’t Look Down - Enemy You - Ensign | - Exene Cervenka and the Original Sinners - Guttermouth - Hit the Switch - Jughead’s Revenge - The Letters Organize - Lost City Angels | - Much the Same - No Trigger - The Offspring - One Hit Wonder - Rufio - Sloppy Seconds | - Son of Sam - The Start - Stavesacre - TSOL - The Turbo A.C.'s - Up Syndrome - The Vandals |

## Компиляции
- Go Ahead Punk... Make My Day (1996)
- The Thought Remains the Same (1999)
- Punkzilla (2002)